# Oligosoma judgei
Oligosoma judgei là một loài thằn lằn trong họ Scincidae. Loài này được Patterson & Bell mô tả khoa học đầu tiên năm 2009.